# Predrag Drobnjak
Predrag Drobnjak (in montenegrino Предраг Дробњак; Bijelo Polje, 27 ottobre 1975) è un ex cestista montenegrino, fino al 2006 jugoslavo.

## Carriera
È stato selezionato dai Washington Bullets al secondo giro del Draft NBA 1997 (48ª scelta assoluta).
Con la Jugoslavia ha disputato i Giochi olimpici di Sydney 2000, due edizioni dei Campionati mondiali (1998, 2002) e i Campionati europei del 2001.
Con la Serbia e Montenegro ha disputato i Campionati europei del 2003 e i Giochi olimpici di Atene 2004.

## Statistiche

### NBA

#### Regular Season
| Anno      | Squadra          | PG  | PT | MP   | TC%  | 3P%  | TL%  | RP  | AP  | PRP | SP  | PP  |
| --------- | ---------------- | --- | -- | ---- | ---- | ---- | ---- | --- | --- | --- | --- | --- |
| 2001-2002 | Seattle S.Sonics | 64  | 12 | 18,3 | 46,1 | 0,0  | 75,3 | 3,4 | 0,8 | 0,3 | 0,5 | 6,8 |
| 2002-2003 | Seattle S.Sonics | 82  | 69 | 24,2 | 41,2 | 35,3 | 79,1 | 3,9 | 1,0 | 0,6 | 0,5 | 9,4 |
| 2003-2004 | L.A. Clippers    | 61  | 14 | 15,6 | 39,3 | 30,6 | 84,9 | 3,2 | 0,6 | 0,4 | 0,4 | 6,3 |
| 2004-2005 | Atlanta Hawks    | 71  | 1  | 20,2 | 43,8 | 35,2 | 80,0 | 3,4 | 0,7 | 0,6 | 0,3 | 8,4 |
| Carriera  | Carriera         | 278 | 96 | 19,9 | 42,5 | 34,0 | 79,9 | 3,5 | 0,8 | 0,5 | 0,4 | 7,9 |

#### Playoffs
| Anno     | Squadra          | PG | PT | MP   | TC%  | 3P% | TL%  | RP  | AP  | PRP | SP  | PP  |
| -------- | ---------------- | -- | -- | ---- | ---- | --- | ---- | --- | --- | --- | --- | --- |
| 2002     | Seattle S.Sonics | 3  | 1  | 12,7 | 33,3 | -   | 50,0 | 2,7 | 0,7 | 0,3 | 0,0 | 3,3 |
| Carriera | Carriera         | 3  | 1  | 12,7 | 33,3 | -   | 50,0 | 2,7 | 0,7 | 0,3 | 0,0 | 3,3 |

## Palmarès
- YUBA liga: 3

Partizan Belgrado: 1994-95, 1995-96, 1996-97
- Campionato serbo: 1

Partizan Belgrado: 2006-07
- Coppa di Jugoslavia: 2

Partizan Belgrado: 1994, 1995
- Coppa di Turchia: 1

Efes Pilsen: 2000-01
- Supercoppa spagnola: 1

Saski Baskonia: 2005
- Copa del Rey: 1

Saski Baskonia: 2006
- Lega Adriatica: 1

Partizan Belgrado: 2006-07